# Сан Бенедето Улано
Сан Бенедето Улано (итал. San Benedetto Ullano) је насеље у Италији у округу Козенца, региону Калабрија.
Према процени из 2011. у насељу је живело 684 становника. Насеље се налази на надморској висини од 438 м.

## Становништво
Према резултатима пописа становништва 2011. у општини је живело 1.598 становника.
| 1931. | 1936. | 1951. | 1961. | 1971. | 1981. | 1991. | 2001. | 2011. |
| ----- | ----- | ----- | ----- | ----- | ----- | ----- | ----- | ----- |
| 2.341 | 2.271 | 2.472 | 1.776 | 1.603 | 1.722 | 1.807 | 1.649 | 1.598 |